# Karyn Ballance
Karyn Ballance (* 1973 in Wellington als Karyn Mills) ist eine ehemalige Triathletin aus Neuseeland und zweifache Ironman-Siegerin (2002 und 2004). Sie wird in der Bestenliste neuseeländischer Triathletinnen auf der Ironman-Distanz geführt.

## Werdegang
Karyn Ballance war in ihrer Jugend im Rad- und Laufsport aktiv, startete 1992 bei ihrem ersten Triathlon über die olympische Distanz (1,5 km Schwimmen, 40 km Radfahren und 10 km Laufen) und konnte sich im neuseeländischen Team für die Weltmeisterschaft 1994 qualifizieren.
Sie lebt mit ihrem Mann, dem Triathleten Scott Ballance (gewann 1994 den Ironman New Zealand) in Christchurch, auf der südlichen Insel Neuseelands.
Seit 2007 tritt sie nicht mehr international in Erscheinung.

## Sportliche Erfolge
| Datum/Jahr   | Rang | Wettbewerb                        | Austragungsort | Zeit     | Bemerkung                     |
| ------------ | ---- | --------------------------------- | -------------- | -------- | ----------------------------- |
| 9. Jan. 2000 | 3    | Port of Tauranga Half Ironman     | Tauranga       | 04:21:40 | [ 2 ]                         |
| 1999         | 1    | Port of Tauranga Half Ironman     | Tauranga       |          |                               |
| 7. Juni 1998 | 5    | Queensland Half Ironman           | Queensland     | 04:48:07 |                               |
| 1997         | 1    | Port of Tauranga Half Ironman     | Tauranga       |          |                               |
| 1994         |      | ITU Triathlon World Championships | Wellington     |          | 4. Rang in ihrer Altersklasse |

| Datum/Jahr    | Rang | Wettbewerb                | Austragungsort | Zeit     | Bemerkung |
| ------------- | ---- | ------------------------- | -------------- | -------- | --- |
| 20. Jan. 2007 | 2    | Challenge Wanaka          | Wanaka         | 09:54:27 | [ 3 ] |
| 4. März 2006  | 3    | Ironman New Zealand       | Taupō          | 04:14:33 | Der Ironman wurde witterungsbedingt nur auf verkürztem Kurs ohne die Schwimmdistanz ausgetragen (90 km Radfahren und 21 km Laufen). |
| 28. Nov. 2004 | 1    | Ironman Western Australia | Busselton      |          | |
| 1. März 2003  | 2    | Ironman New Zealand       | Taupō          |          | |
| 2. März 2002  | 1    | Ironman New Zealand       | Taupō          | 09:27:33 | |
| 3. März 2001  | 2    | Ironman New Zealand       | Taupō          |          | |
| 10. Juni 2001 | 3    | Ironman Asia              | Seogwipo       | 09:51:51 | |
| 2. Juli 2000  | 4    | Ironman Asia              | Seogwipo       |          | |
| 4. März 2000  | 2    | Ironman New Zealand       | Taupō          |          | |
| 23. Okt. 1999 | 51   | Ironman Hawaii            | Hawaii         | 10:38:31 | Weltmeisterschaft auf der Ironman-Distanz                                                                                           |
| 7. März 1999  | 2    | Ironman New Zealand       | Taupō          | 09:24:13 | |

| Datum/Jahr | Rang | Wettbewerb        | Austragungsort | Zeit     | Bemerkung |
| ---------- | ---- | ----------------- | -------------- | -------- | --------- |
| 2000       | 6    | Powerman Zofingen | Zofingen       | 07:43:58 |           |

(DNF – Did Not Finish)